# Kyrkbackens fyr

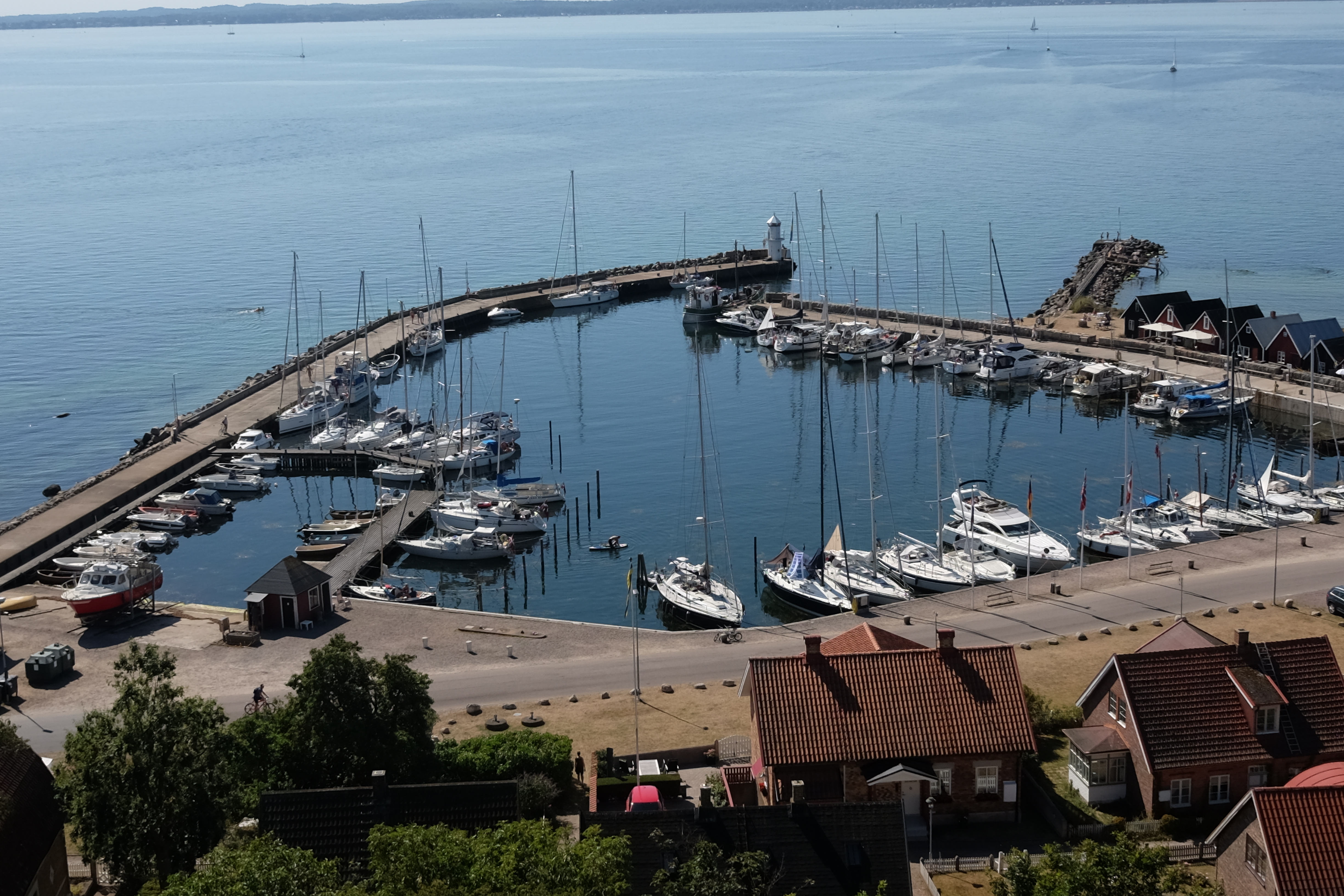
Kyrkbackens fyrs läge i hamnen.

Kyrkbackens fyr ligger på södra vågbrytaren i Kyrkbackens hamn på västra sidan av ön Ven. Den är 6 m hög. Den byggdes år 1878 och ombyggdes år 1968.

### Webbkällor
- Svenska fyrsällskapet (arkiverad 2013)
- Lighthouses of Sweden